# Stef Dawson

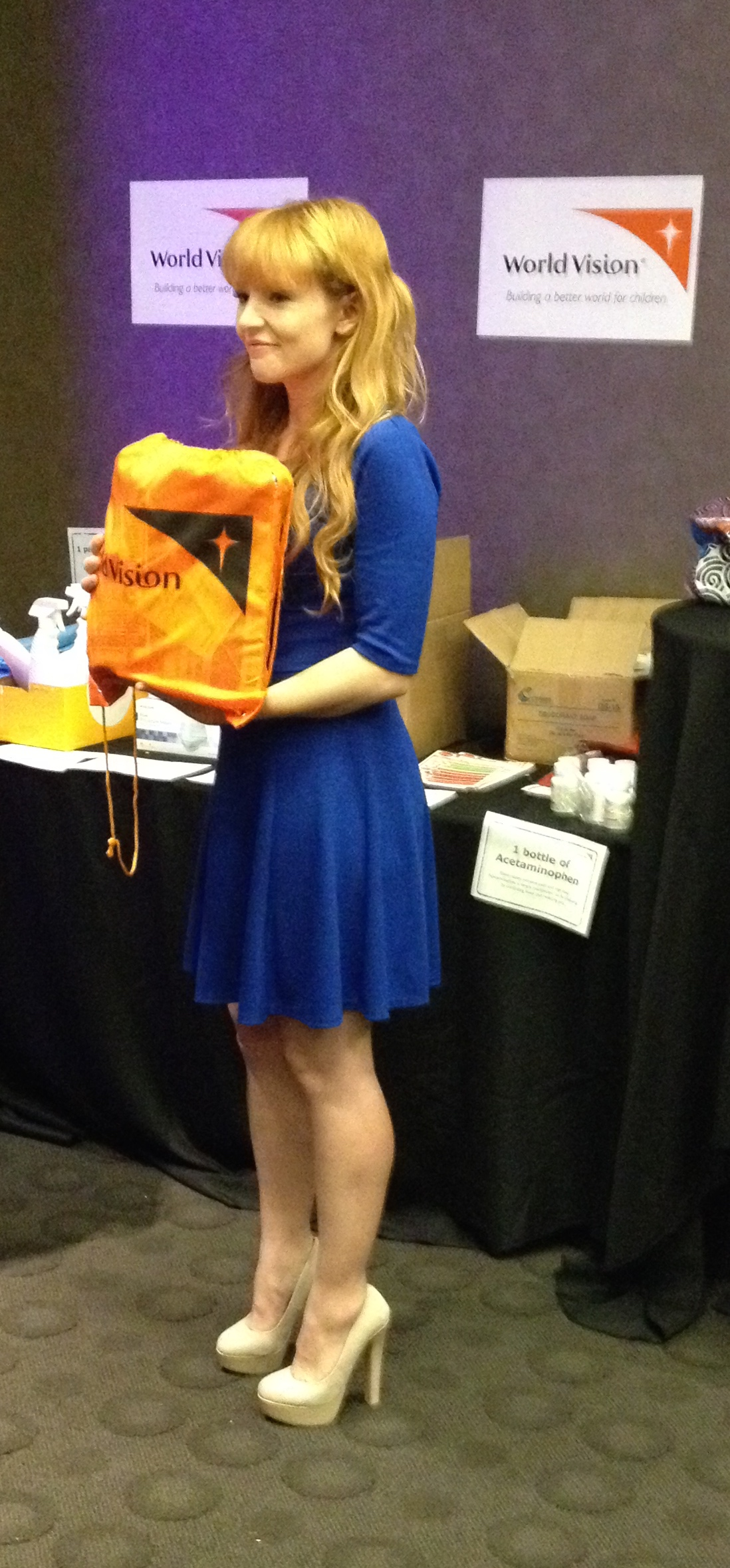
Stef Dawson

Stef Dawson (* 17. Dezember 1983 in Canberra, Australien) ist eine australische Schauspielerin.

## Leben
Dawson besuchte die Canberra Girls Grammar School, das National Institute for Dramatic Art sowie die Screenwise Film & TV School.
Dawson wirkte in mehreren australischen Produktionen mit, wie zum Beispiel die Serien All Saints oder Out of the Blue, bevor sie in die Vereinigten Staaten übersiedelte. Bekanntheit erlangte sie, als sie für die Rolle der Annie Cresta im Film Die Tribute von Panem – Catching Fire gecastet wurde. Auch in den Fortsetzungen des Films, Die Tribute von Panem – Mockingjay Teil 1 und Die Tribute von Panem – Mockingjay Teil 2, spielt sie diese Rolle.

## Filmografie (Auswahl)
Film
- 2006: Chocolates (Kurzfilm)
- 2007: Just Married (Kurzfilm)
- 2007: Ophelia (Kurzfilm)
- 2007: The Consulate (Kurzfilm)
- 2009: The Mad Chase: Aka the Chase (Kurzfilm)
- 2010: The Rose (Kurzfilm)
- 2011: Wrath
- 2012: Sunday Billy Sunday: A Memoir (Kurzfilm)
- 2012: Foxfur
- 2012: Manhaters!
- 2013: The Beginning (Kurzfilm)
- 2013: 6 Years, 4 Months & 23 Days (Kurzfilm)
- 2013: Die Tribute von Panem – Catching Fire (The Hunger Games: Catching Fire)
- 2014: Die Tribute von Panem – Mockingjay Teil 1 (The Hunger Games: Mockingjay – Part 1)
- 2014: Giant Killer Hogs (Kurzfilm)
- 2015: Die Tribute von Panem – Mockingjay Teil 2 (The Hunger Games: Mockingjay – Part 2)

Fernsehen
- 2007: All Saints
- 2008: Out of the Blue
- 2008: Swift and Shift Couriers
- 2013: Crash Dance
- 2013: The PET Squad Files